# Cao Dan
Cao Dan (chinesisch 曹丹, Pinyin Cáo Dān; * 1960 in Wuhan, Provinz Hubei) ist ein zeitgenössischer chinesischer Maler.

## Leben
Cao Dan schloss sein Kunststudium 1982 an der Hochschule der Künste Hubei in Wuhan ab. Neben seiner Tätigkeit als freischaffender Künstler arbeitet er mittlerweile an seiner ehemaligen Ausbildungsstätte als Kunstprofessor.
Seit einiger Zeit arbeitet Cao Dan an einer Serie mit dem Namen Butterfly Effect. Dieser Titel bezieht sich auf die Kurzgeschichte A Sound of Thunder (1952) von Ray Bradbury. Die Geschichte handelt davon, dass ein Schmetterling, der seine Flügel schlägt, eine Reihe von großen Veränderungen bewirkt. Cao Dan projiziert diese Idee auf die zeitgenössische Veränderung in der Weltwirtschaft und der plötzliche aufgetretene Widerstand gegenüber der Betitelung Made in China und der Assoziationen, die diese Betitelung hervorrufen.
In der chinesischen Kultur wird der Schmetterling als eine Analogie des weiblichen Bewusstseins gesehen. Die Serie von Cao Dan Butterfly Effect zeigt Frauen, die in den männlichen Bereich von Produkten eindringen. Die Kunstwerke sind in Cao Dan typischen Stil gemalt, für den knallige Farbtöne charakteristisch sind.

## Einzelausstellungen (Auswahl)
2008
- “Butterfly File”, Hochschule der Künste Hubei, Wuhan, Volksrepublik China
- “Hubei!” Edward Pranger Oriental Art Gallery, Amsterdam, Niederlande

## Gruppenausstellungen (Auswahl)
2008 
- “Wuhan 2008 Contemporary Art Invitational Exhibition”, Hochschule der Künste Hubei, Wuhan, China

 2007
- “Forms of Concepts: The Reform of Concepts of Chinese Contemporary Art 1987–2007 – The New Generation and Bad Art”, 2007 “Wuhan 2nd Documentary Exhibition of Fine Arts”, Wuhan, China
- “The 8th China Art Festival. Fifty Anniversaries of Art Exhibition of Hubei Artists Association”, Wuhan, China
- “3rd Academic Art Exhibition”, Hochschule der Künste Hubei, Wuhan, China

 1995 
- “Twenty Anniversaries”, Internationale Kunstausstellung, Nanjing, China

 1994 
- “ 8th Hubei Art Exhibition”, Wuhan, China

 1993 
- “93 Chinese Oil Painting Biennale Exhibition”, China Art Gallery, Beijing, China

 1991 
- “Oil Painting Exhibition”, Wuhan, China

 1989 
- “China/Avant-garde Art Exhibition”, National Art Museum of China, Beijing
- “Contemporary Art Exhibition of Five Chinese Artists”, USA

 1988 
- “Hubei Oil Painting Exhibition”, Wuhan, China

 1987 
- “Hubei Youth Art Festival Exhibition”, Beijing, China

 1986 
- “Tribe. Tribe First Round Exhibition”, Wuhan, China

 1985 
- “ 6th China National Art Exhibition”, Beijing, China